# Slag bij Ramla
De Slag bij Ramla (Arabisch: الرملة al-Ramla/Ramle) verwijst naar een drietal veldslagen die plaatsvonden in de beginfase van de kruistochten.
Ramle was een belangrijke plaats op de weg van Jeruzalem naar Ascalon, het laatste bolwerk van de Fatimiden, waar hun grootste oostelijk gelegen burcht lag. Vanuit Ascalon voerde de Egyptische vizier Al-Afdal Shahanshah tussen 1099 en 1107 al zijn aanvallen uit op de christelijke kruisvaardersstaat Koninkrijk Jeruzalem. De kruisvaarders en de Egyptische strijders kwamen vaak tot een confrontatie bij Ramla.

## Eerste Slag bij Ramla (1101)
De eerste slag van Ramla vond plaats op 7 september 1101. Boudewijn I had 260 cavaleristen en 900 infanteristen tot zijn beschikking, hij stelde ze op in zes divisies voor het gevecht met de Egyptische strijdkrachten, die 10.000 manschappen sterk zou zijn. De eerste twee divisies werden zonder pardon overlopen, toen trok de derde divisie zich terug waarop de Egyptenaren de achtervolging inzetten. Boudewijn I verleende met zijn garde steun aan de derde divisie waarop een kort bloedig gevecht volgde, waarbij de aanval uiteindelijk werd afgeslagen. Om onduidelijke redenen was er paniek uitgebroken binnen de gelederen van de Fatimiden waarna deze de aftocht bliezen. Nadat de kruisvaarders een tijdje de Fatimiden hadden achtervolgd tot aan Ascalon, plunderden ze het Egyptische kamp in Ramla. Dit succes waarborgde de veiligheid van het koninkrijk Jeruzalem voor minimaal een seizoen omdat het winterseizoen in aantocht was en er financiële middelen waren voor versterking.

## Tweede Slag bij Ramla (1102)
De tweede slag vond plaats op 17 mei 1102. Boudewijn was nooit echt onder de indruk geraakt van de Fatimiden, waardoor hij de strijdkrachten onderschatte. Hij trok deze keer met 500 ruiters de vijand tegemoet. Tijdens de aantocht van het leger zag Boudewijn te laat in dat het Egyptische leger buitengewoon groot was en de ontsnappingsmogelijkheden al geblokkeerd waren. Velen dappere christen ruiters stormden het centrale gedeelte van de Fatimiden binnen, waarbij ze afgeslacht werden. Ondertussen had Boudewijn en enkele overlevenden, waarbij ook deelnemers van de Kruisvaart van 1101 aanwezig waren, hun toevlucht gevonden in Ramla's uitkijktoren. Boudewijn wist 's nachts te ontsnappen en vluchtte naar Arsuf waar hij een Engelse scheepskapitein ervan overtuigde om door de blokkade van Jaffa door de Fatimiden heen te varen.
Door de aankomst van een vloot van Franse en Duitse kruisvaarders kreeg Boudewijn de mogelijkheid om een leger van 8.000 manschappen samen te stellen. Tijdens de Slag bij Jaffa leidde hij een cavalerieaanval die opnieuw een Egyptische linie doorbrak, waardoor de Fatimiden moesten vluchten naar Ascalon. Ondanks de grote verliezen van soldaten en ruiters en de dood van Stephan van Blois in een bittere strijd in de toren van Ramla, trok Boudewijn profijt uit de plunderingen en achtergebleven eigendommen van de gevluchte Fatimiden, echter had hij er Ramla nog niet mee terug. Andere edelen die het leven lieten waren Hugo VI van Lusignan die afgeslacht werd tijdens de veldslag. Steven I van Bourgondië stierf eveneens tijdens de slag, het is echter niet bekend of hij zich in de toren of op het slagveld bevond. De meegereisde Koenraad, hofmaarschalk van keizer Hendrik IV van het Heilige Roomse Rijk, werd door de Fatimiden ontvoerd.

## Derde Slag bij Ramla (1105)
De derde slag vond plaats op 27 augustus 1105 en wordt gezien als de meest brute van de drie. In deze strijd waren de kruisvaarders afhankelijk van cavalerie en infanterie, terwijl de Egyptische strijdkrachten versterking verwachtten van een Seltsjoeken-leger vanuit Damascus. De Egyptische strijdkrachten wisten in eerste instantie de aanvallen van de kruisvaarders te pareren. Vervolgens zouden de kruisvaarders de overwinning hebben uitgeroepen, dankzij de bemoeienis van Boudewijn, hij wist het aankomende Seltsjoeken-leger uit te schakelen in een flankaanval. Hij keerde vervolgens terug met zijn garde naar de veldslag en leidde opnieuw de genadeklap in, die tot de overwinning zou leiden. Boudewijn had opnieuw gewonnen, maar had niet het vermogen om de Fatimiden totaal te verjagen.
Ondanks de overwinning gingen de Egyptische strijdkrachten gewoon verder met plundertochten in het Koninkrijk Jeruzalem. Soms wisten ze zelfs de muren van Jeruzalem te bereiken voordat ze weer teruggedrongen werden. De volgende grote ontmoeting vond plaats bij de Slag bij Yibna in 1123.